# Playa de Arnao de Figueras
La playa de Arnao de Figueras está situada en Figueras, que es una parroquia del concejo asturiano de Castropol (España).
Esta playa tiene la misma denominación que la Playa de Arnao situada en la localidad de Arnao, perteneciente al concejo de Castrillón (Asturias, España).

## Características
La playa de Arnao de Figueras es un tranquilo y acogedor arenal en la desembocadura de la ría del Eo que tiene unos 400 m de longitud y una anchura media de 30 m y su forma es en línea recta. La arena es fina y de color tostado. Sus accesos son fáciles, con escaleras, y los vehículos pueden aparcar a unos 500 m, tiene servicio de socorrismo en verano y su peligrosidad es baja. Aunque está en un entorno rural, los fines de semana tiene afluencia masiva.
Las villas o núcleos de población más cercanos son Villadún y Granda (Figueras). Para acceder a la playa sin necesidad de navegador o GPS, si se circula por la N-632 dirección oeste, hay que desviarse a la derecha en la última desviación antes del Puente de los Santos.

## Servicios
Cuenta con todos los servicios básicos (área de «picnic», duchas, equipos de vigilancia con botiquín, papeleras y aparcamiento) y zona de esparcimiento. En sus cercanías se halla también el área recreativa de Salgueiro, además de contar con una muy buena red de caminos para los amantes de los paseos. También tiene un camping próximo y áreas recreativas del Puente de los Santos.

## Campo de concentración
Durante la Guerra Civil, el bando sublevado levantó en la playa de Arnao un campo de concentración de larga duración para presos republicanos. Tuvo dos etapas, una para prisioneros de guerra y otra más tardía para familiares y supuestos colaboradores de la guerrilla antifranquista; en esta última fase, la mayor parte de los internados fueron mujeres y niños. 
Las condiciones del campo, como casi todos los de estas características, eran durísimas. La crueldad del trato y el abandono a que eran sometidos los detenidos quedan reflejados en el testimonio del soldado franquista Arturo Pin: «Había un médico sin apenas instrumental que poco podía hacer. Pensaban que si enfermaban lo mejor era dejarlos morir. Así habría más sitio para menos rojos». 
El campo estuvo operativo desde, al menos, agosto de 1937 hasta febrero de 1943.